# Led Zeppelin (album)

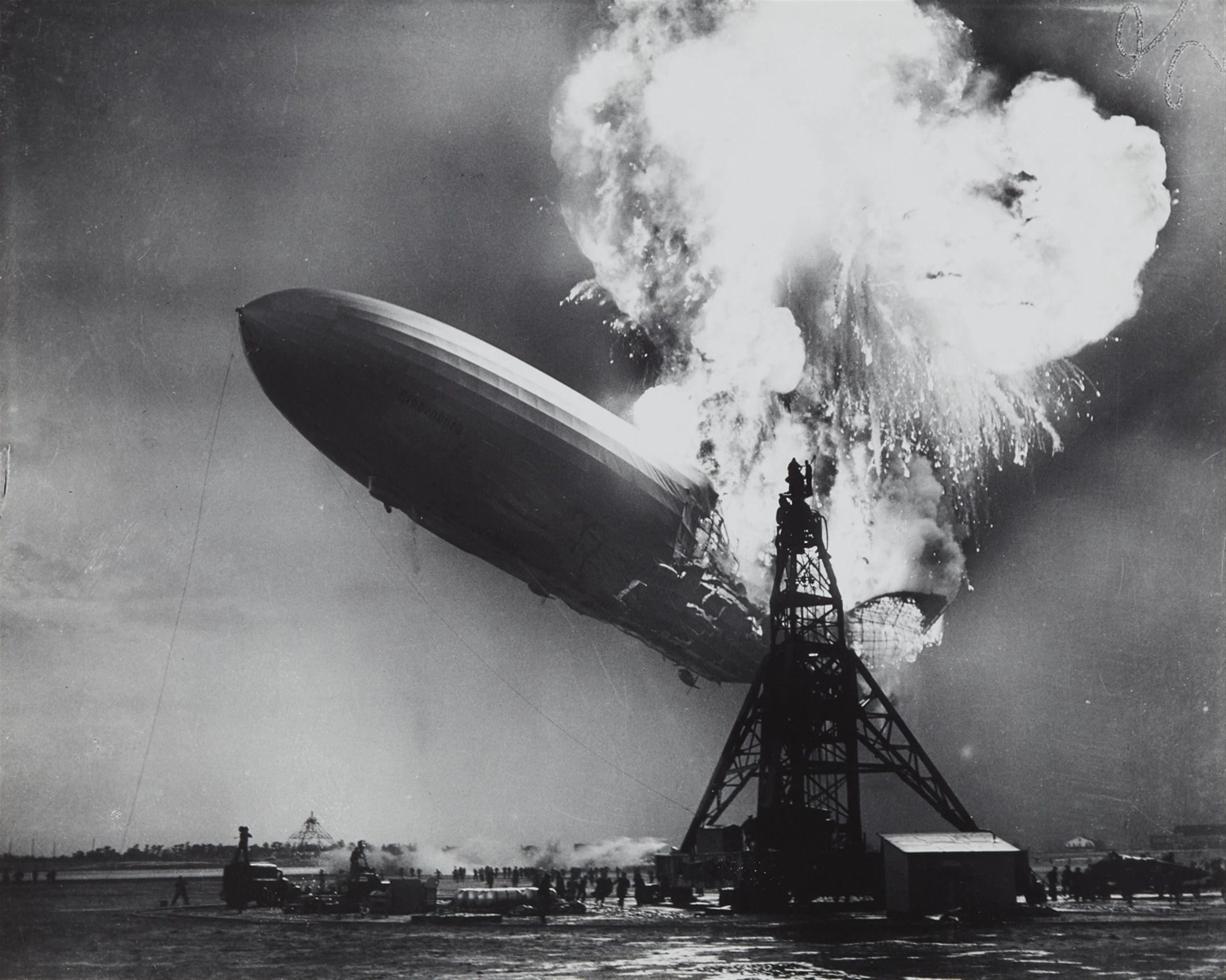
Zdjęcie katastrofy sterowca Hindenburga wykorzystane na okładce albumu

Led Zeppelin – debiutancki album studyjny brytyjskiej grupy rockowej Led Zeppelin wydany 12 stycznia 1969.
Po wydaniu album zebrał negatywne recenzje, mimo to sprzedawał się bardzo dobrze. Po latach krytycy docenili płytę, umieszczając ją na 29. miejscu na liście 500 albumów wszech czasów amerykańskiego czasopisma „Rolling Stone”.
Singlem promującym wydawnictwo została otwierająca album piosenka „Good Times Bad Times”, która dotarła do 80. miejsca na amerykańskiej liście przebojów „Billboard” Hot 100.

## Lista utworów
| 1. | Good Times Bad Times (John Bonham / John Paul Jones / Jimmy Page)  | 2:46  |
|    |                                                                    |       |
| 2. | Babe I’m Gonna Leave You (Anne Bredon / Jimmy Page / Robert Plant) | 6:41  |
|    |                                                                    |       |
| 3. | You Shook Me (Willie Dixon / J.B. Lenoir)                          | 6:28  |
|    |                                                                    |       |
| 4. | Dazed and Confused (Page)                                          | 6:25  |
|    |                                                                    |       |
| 5. | Your Time Is Gonna Come (Jones/Page)                               | 4:34  |
|    |                                                                    |       |
| 6. | Black Mountain Side (Page)                                         | 2:12  |
|    |                                                                    |       |
| 7. | Communication Breakdown (Bonham/Jones/Page)                        | 2:30  |
|    |                                                                    |       |
| 8. | I Can’t Quit You Baby (Dixon)                                      | 4:42  |
|    |                                                                    |       |
| 9. | How Many More Times (Bonham/Jones/Page)                            | 8:27  |
|    |                                                                    |       |
|    |                                                                    | 44:45 |
|    |                                                                    |       |

## Listy przebojów

### Tygodniowe zestawienia
| Lista (1969–70)                         | Pozycja |
| --------------------------------------- | ------- |
| Australia: „Go-Set” Top 20 Albums Chart | 9       |
| Kanada „RPM” Top 100 Chart              | 11      |
| Dania: LP Top 10                        | 8       |
| Norwegia: Topp 40 Albums                | 14      |
| Wlk. Brytania: UK Albums Chart          | 6       |
| USA: „Billboard” 200                    | 10      |

| Lista (2014)                   | Pozycja |
| ------------------------------ | ------- |
| Wlk. Brytania: UK Albums Chart | 4       |
| Polska: OLiS                   | 10      |
| USA: „Billboard” 200           | 7       |

## Twórcy
Led Zeppelin
- Jimmy Page – gitara elektryczna, gitara akustyczna, gitara stalowa, wokal wspierający, producent
- Robert Plant – śpiew, harmonijka ustna
- John Paul Jones – gitara basowa, instrumenty klawiszowe, wokal wspierający
- John Bonham – perkusja, wokal wspierający

Inni muzycy
- Viram Jasani – tabla („Black Mountain Side”)

Personel
- Peter Grant – producent wykonawczy
- Glyn Johns – inżynier dźwięku, miksowanie
- George Hardie – projekt okładki
- Chris Dreja – zdjęcie na tylnej okładce